# Leucochrysa (Nodita) lafoni
Leucochrysa (Nodita) lafoni is een insect uit de familie van de gaasvliegen (Chrysopidae), die tot de orde netvleugeligen (Neuroptera) behoort. 
Leucochrysa (Nodita) lafoni is voor het eerst wetenschappelijk beschreven door Navás in 1911.